# Die schöne Galathée
 (novembre 2023).
Si vous disposez d'ouvrages ou d'articles de référence ou si vous connaissez des sites web de qualité traitant du thème abordé ici, merci de compléter l'article en donnant les références utiles à sa vérifiabilité et en les liant à la section « Notes et références ».
Personnages
- Pygmalion, sculpteur, ténor
- Ganymède, son assistant, mezzo-soprano
- Galatée, statue, soprano
- Midas, collectionneur, ténor bouffe

Airs
- Air du sommeil - Ganymède
- Air de Midas
- Prière de Pygmalion
- Trio Seht den Schmuck, den ich für euch gebracht - Midas, Ganymède, Galatée
- Air à boire - Galatée
- Duo Ach, mich zieht’s zu dir - Galatée, Ganymède
- Finale

Die schöne Galathée (en français La belle Galatée) est une opérette en un acte de Franz von Suppé.
Le livret fut écrit par Leonhard Kohl von Kohlenegg sous le pseudonyme de Poly Henrion. La première fut donnée le 30 juin 1865 au Meysels Theater de Berlin. Le 9 novembre de la même année eut lieu la première autrichienne au Carltheater de Vienne.

## Genèse
À la suite du grand succès de l'opérette de Jacques Offenbach La Belle Hélène en 1864, l’imprésario viennois Karl Treumann (de) voulut transposer dans le style de l'opérette viennoise le concept d'actualisation comique de mythes antiques, et en chargea Suppé. Le livret est un arrangement de celui de l'opéra comique Galathée de 1852 de Victor Massé.
Le rôle de Ganymède fut conçu comme un rôle travesti et fut créé par la célèbre comédienne Anna Grobecker. Le fait piquant qu'elle ait eu à chanter un duo des baisers avec Galatée a grandement contribué au succès de la pièce.

## Composition de l'orchestre
- Deux flûtes
- Deux hautbois
- Deux clarinettes
- Deux bassons
- Quatre cors
- Deux trompettes
- Trois trombones
- Une harpe
- Batterie
- Cordes

## Argument
L'intrigue se déroule dans l'atelier de Pygmalion sur l'île de Chypre dans les temps antiques.
Le jeune sculpteur Pygmalion est naturellement préoccupé par la recherche d'acheteurs pour ses œuvres d'art, mais l'une d'elles n'est pas à vendre: il s'agit de la statue de la nymphe Galatée. Il en est en effet totalement amoureux. Ce pourquoi il dissimule son visage derrière un voile, afin qu'aucun client ne puisse le voir. Son assistant Ganymède lui a conseillé de ne le dévoiler à personne.
L'amateur d'art Midas a entendu parler de combien l'œuvre que possède Pygmalion devait être précieuse. Il corrompt donc Ganymède grâce à un substantiel pourboire afin que celui-ci lui montre la statue. Midas est enthousiasmé et veut aussitôt acheter la statue. C'est alors que revient Pygmalion et qu'il remarque la traîtrise de son assistant. Furieux, il jette hors de chez lui le collectionneur.
Pygmalion supplie la déesse Vénus afin qu'elle ait pitié de lui et donne vie à sa statue. Sitôt son vœu exprimé, il est exaucé. Mais Galatée se révèle être une femme aux mœurs légères. Elle trompe en effet Pygmalion avec Ganymède, puis avec Midas. Pygmalion est furieux, il pensait qu'un aussi beau corps ne pouvait renfermer qu'une bonne âme. il implore à nouveau Vénus et lui demande d'annuler la métamorphose. Une fois son vœu exaucé et Galatée redevenue de marbre, il la vend avec joie à Midas.

## Musique
L'ouverture de la pièce est particulièrement populaire, notamment la valse en sol majeur. Elle fut d'ailleurs utilisée comme générique de la série télévisée Kir Royal (de).
Parmi les autres moments notables de l'opérette, on note le chœur faisant suite à l'ouverture, l'air du sommeil de Ganymède, l'air de Midas (Ja, ich lieb die Künstlerinnen), la prière de Pygmalion (Venus, zu dir flehe ich hier), le trio de Midas, Ganymède et Galatée (Seht den Schmuck, den ich für euch gebracht), l'air à boire de Galatée (Hell im Glas, da schäumt das duftige Nass), le duo de Galatée et Ganymède (Ach, mich zieht’s zu dir) et le finale (Herbei, herbei mit frohem Sang, zur Venus hin führt uns heut der Freudengang).

## Enregistrements
- Œuvre complète avec Anna Moffo, René Kollo, Rose Wagemann et Ferry Gruber sous la direction de Kurt Eichhorn, CD au Label eurodisc.
- Œuvre complète avec Renate Holm, Reinhold Bartel, Ferry Gruber, le chœur et l'orchestre de la radio de Cologne sous la conduite de Franz Marszalek, CD au Label Documents, Nr. 605838

## Postérité
Le 1er janvier 1979, l'ouverture est jouée lors du concert du nouvel an à Vienne dirigé par le chef d'orchestre autrichien Willi Boskovsky. Il s'agit de la première œuvre de Von Suppé à y être interprétée. Elle y sera rejouée en 1986 et en 2005 à chaque fois sous la direction de Lorin Maazel.